# Chaetura pelagica
Il rondone codaspinosa dei camini o rondone dei camini (Chaetura pelagica Linnaeus, 1758) è un uccello, della famiglia degli Apodidae diffuso nel continente americano.

## Descrizione
Il rondone codaspinosa dei camini, o più semplicemente rondone dei camini, è un piccolo e agile uccello lungo 12-15 centimetri. Pesa circa 19-25 grammi, ha un'apertura alare di quasi 30 centimetri e una coda di quattro centimetri. Il piumaggio è grigio scuro sul dorso, sulle ali e sul capo, con diverse variazioni di grigio-bruno o grigio-bianco; la gola e la parte inferiore del corpo sono più chiare, quasi bianche, con sfumature grigiastre. Il becco è piccolo e nero, come gli occhi che però sono molto grandi rispetto alle dimensioni. Le ali sono lunghe e strette, mentre la coda è piatta con classiche piume (fino a sette) rigide o spinose nella parte terminale.

## Distribuzione e habitat
Questo apodiforme vive nel continente americano. È un uccello migratore che passa il periodo estivo nel Nord America orientale, dal Canada (dall'Alberta fino a Terranova) fino agli Stati Uniti (dal Texas fino in Florida). Saltuariamente lo si avvista nelle isole caraibiche o in Groenlandia o nelle Bermude o negli stati del Centro America. In inverno migra nel Sud America, stabilendosi nel Brasile occidentale, nel Perù e nell'Ecuador orientali, nella Colombia e nel Venezuela meridionali, nel nord del Cile, di solito presso la Cordigliera delle Ande.
Frequenta i centri abitati e le case isolate, i granai e le zone agricole quando si trova nel Nord America, ma quando migra lo si incontra lungo i corsi d'acqua circondati da foreste aperte, con bassa vegetazione o vicino a insediamenti umani, e lungo i pendii andini, fino ad un'altitudine di 2500 metri.

## Biologia
I rondoni dei camini sono uccelli altamente gregari, si radunano sui loro posatoi preferiti, da cui hanno preso il nome, in migliaia. Hanno dei sensi molto sviluppati, tanto che tra loro comunicano, oltre che con i suoni, con vista e tatto. Le zampe sono inadatte a camminare, ma sono usate per arrampicarsi, aiutate dalla robusta coda. I rondoni arrivano in Nord America all'inizio della primavera e ripartono tra agosto e ottobre.

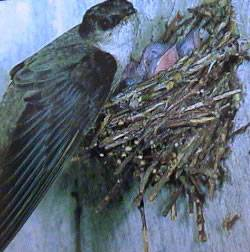
Un Rondone sul nido

### Voce
Il verso sembra un comune cinguettio caratterizzato da accelerazioni e decelerazioni dei suoni.

### Alimentazione
Si nutre esclusivamente di insetti che caccia volando con grande agilità in prossimità degli alberi o anche tra le loro chiome.

### Riproduzione
Il periodo riproduttivo del rondone dei camini inizia in maggio e si conclude in luglio. Le coppie sono monogame e nidificano in colonie di migliaia di individui. Il nido è una semicoppa costruita con ramoscelli e cementata con la saliva. Viene sistemato nei camini o nei vecchi granai, talvolta nelle cavità degli alberi. La femmina depone dalle tre alle sette uova che coverà insieme al maschio. Il periodo d'incubazione è di 19-21 giorni. Il piccolo lascia il nido dopo circa un mese. In questa specie i piccoli vengono accuditi in tutti i loro bisogni anche da altri individui esterni alla coppia. Le cure extraparentali prevedono uno o due individui (sempre gli stessi), che in assenza dei genitori, covano, nutrono e scaldano le uova e i piccoli.